# Cosenza Sport Club 1930-1931
Questa pagina raccoglie i dati riguardanti il Cosenza Sport Club nelle competizioni ufficiali della stagione 1930-1931.

## Rosa
| N. |                   | Ruolo | Calciatore            |
| -- | ----------------- | ----- | --------------------- |
|    | Italia (bandiera) | C     | Antonino Bonanno      |
|    | Italia (bandiera) | C     | Ireos Cava            |
|    | Italia (bandiera) | P     | Costabile             |
|    | Italia (bandiera) | D     | Feraco (I)            |
|    | Italia (bandiera) | D     | Francesco Feraco (II) |
|    | Italia (bandiera) | A     | Pietro Ferraris       |

| N. |                   | Ruolo | Calciatore       |
| -- | ----------------- | ----- | ---------------- |
|    | Italia (bandiera) | D     | Edoardo Guercia  |
|    | Italia (bandiera) | A     | Dante Muscinelli |
|    | Italia (bandiera) | C     | Mario Ricci      |
|    | Italia (bandiera) | D     | Agostino Rocca   |
|    | Italia (bandiera) | A     | Agostino Zuccaro |